# Ratemia squamulata
Ratemia squamulata ist eine Art der Tierläuse, die bislang nur beim Afrikanischen Esel und beim Steppenzebra nachgewiesen wurde. In Europa wurde diese Tierlaus bislang nicht beobachtet. Die Antennen sind fünfgliedrig, wobei das erste Glied am längsten und dicksten ist. Der Kopf ist vorn schmal und deutlich vom sehr kurzen Thorax abgesetzt. Letzterer trägt das für die Gattung typische Querband. Das voluminöse Abdomen ist dreimal so lang wie Kopf und Thorax zusammen. Die Tracheenöffnungen sind klein und liegen leicht bauchseitig, an den Segmenten 4 bis 6 ragen sie etwas über den Körperrand hinaus.
Die Eier (Nissen) werden vom Weibchen an Haare geklebt. Die Entwicklung über drei Larvenstadien dauert drei bis fünf Wochen. Außerhalb ihres Wirts können die Läuse nur wenige Tage überleben.